# Liste der Bodendenkmäler in Niederrieden
Auf dieser Seite sind die Bodendenkmäler in der schwäbischen Gemeinde Niederrieden zusammengestellt. Diese Tabelle ist eine Teilliste der Liste der Bodendenkmäler in Bayern. Grundlage ist die Bayerische Denkmalliste, die auf Basis des Bayerischen Denkmalschutzgesetzes vom 1. Oktober 1973 erstmals erstellt wurde und seither durch das Bayerische Landesamt für Denkmalpflege geführt wird. Die folgenden Angaben ersetzen nicht die rechtsverbindliche Auskunft der Denkmalschutzbehörde.

## Bodendenkmäler der Gemeinde

### Bodendenkmäler in der Gemarkung Niederrieden
| Lage                                       | Objekt | Akten-Nr.     | Bild           |
| ------------------------------------------ | --- | ------------- | -------------- |
| Niederrieden (Standort)                    | Burgstall des Mittelalters | D-7-7927-0010 |                |
| Niederrieden (Standort)                    | Grabhügel der Hallstattzeit | D-7-7927-0011 |                |
| Niederrieden Hauptstraße 17 1/2 (Standort) | Mittelalterliche und frühneuzeitliche Befunde im Bereich der katholischen Pfarrkirche St. Georg in Niederrieden. Siehe auch: St. Georg (Niederrieden) | D-7-7927-0072 | weitere Bilder |
| Niederrieden (Standort)                    | Abgegangene Glashütte der frühen Neuzeit. | D-7-7927-0086 |                |
| Niederrieden (Standort)                    | Grabhügel vorgeschichtlicher Zeitstellung. | D-7-7927-0087 |                |